# Jacques Babinet
Jacques Babinet (Lusignan, 5 marzo 1794 – Parigi, 31 ottobre 1872) è stato un fisico francese.

## Biografia

### I primi anni
Cominciò i suoi studi a Poitiers, ma nel 1811 si trasferì a Parigi, e nel 1812 entrò nella prestigiosa École polytechnique.L'anno successivo fu ammesso in una sezione specializzata nell'artiglieria e nelle tattiche militari del medesimo politecnico a Metz.
Però dopo essere diventato generale d'artiglieria nel 1814, abbandonò la carriera militare e divenne professore di matematica a Fontenay-le-Comte.
Nel frattempo continuò i suoi studi cosicché nel 1816 ottenne il diploma in scienze e poté diventare un professore di fisica a Poitiers. Nel 1820 riuscì ad ottenere la cattedra di fisica nel liceo di Saint-Louis a Parigi e nel medesimo anno sposò Adélaïde Laugier, da cui nacquero due figli, Charles e Léon.

### La carriera scientifica
Nel 1822, insieme a André-Marie Ampère (1775-1836), fece un'esposizione sulle "Nuove scoperte del magnetismo e dell'elettricità". Nel 1828 succedette ad Augustin-Jean Fresnel nel seno della "Société philomatique de Paris", mentre nel 1831 divenne un esaminatore dell'École polytechnique, prima in fisica poi in geometria descrittiva. Grazie a questo incarico, ricevette il titolo di cavaliere della Legion d'onore.
Successivamente Babinet sostituì Ampère al Collège de France e divenne membro dell'Accademia francese delle scienze,mentre nel 1841 divenne un bibliotecario del Bureau des Longitudes, un'accademia formata da 13 membri che studiano la meccanica celeste.

### Gli scritti
Grazie a questo impiego, riuscì ad entrare nell'Osservatorio di Parigi e in seguito alle sue osservazioni, pubblicò un libro sugli Studi e le letture delle scienza dell'osservazione.
Scrisse anche due altri libri sulle sue esperienze : Gli annali della fisica e della chimica (1824 - 1841) e I risultati nell'Accademia delle scienze (1837 - 1865).

### Le scoperte
Notoriamente lavorò allo studio della meteorologia e della pneumatica, creando una macchina apprezzata per la sua efficacia. Inventò anche il goniometro, uno strumento per la misurazione degli angoli.
Babinet inoltre fu un grande sostenitore del bisogno di divulgare la scienza ed infatti scrisse per numerosi anni nel Journal des débats e nella Revue des Deux Mondes.

## Opere

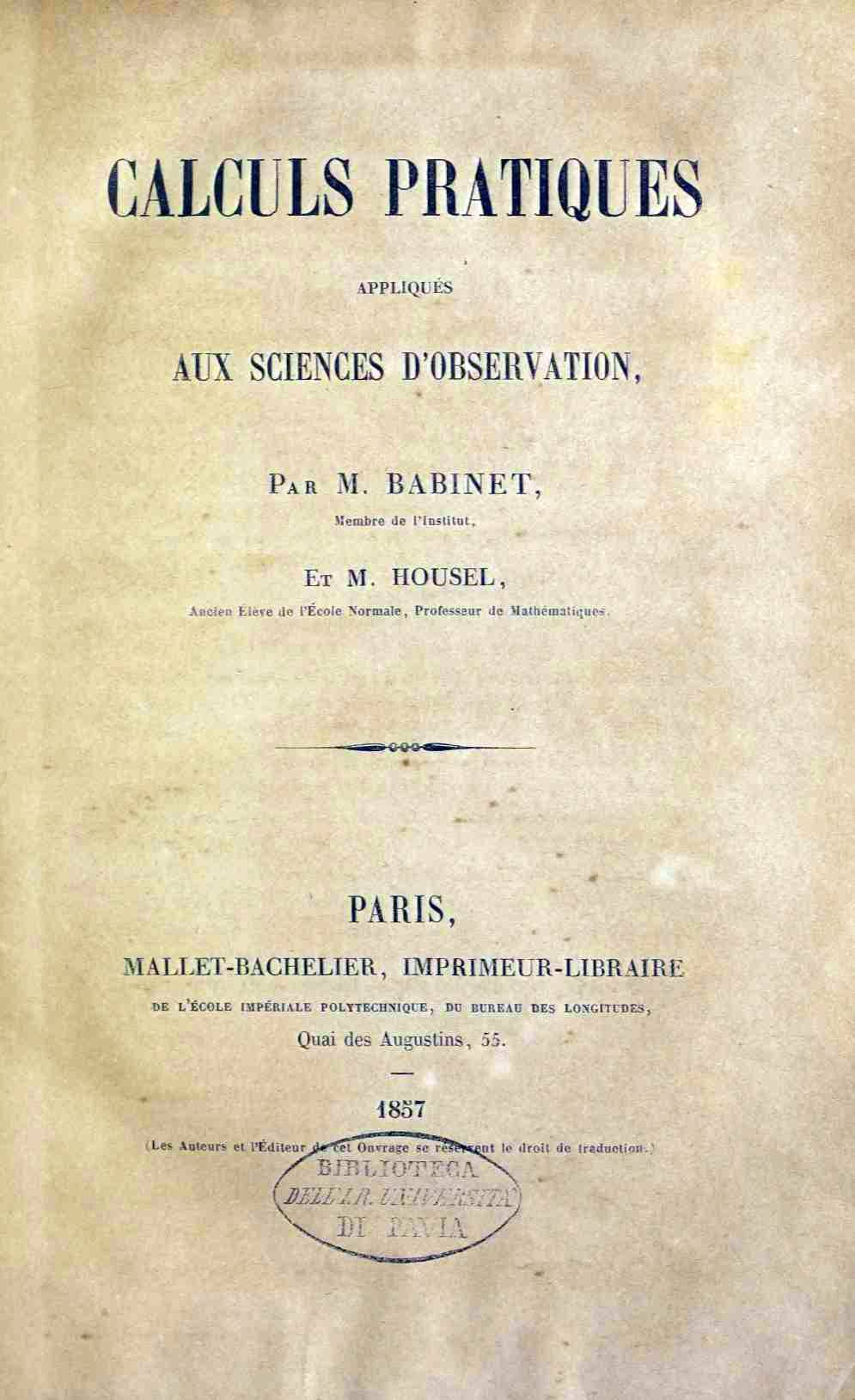
Calculs pratiques appliqués aux sciences d'observation, 1857

- (FR) Études et lectures sur les sciences d'observation et leurs applications pratiques, vol. 2, Paris, Mallet-Bachelier, 1856.
  - (FR) Études et lectures sur les sciences d'observation et leurs applications pratiques, vol. 3, Paris, Mallet-Bachelier, 1857.
  - (FR) Études et lectures sur les sciences d'observation et leurs applications pratiques, vol. 5, Paris, Mallet-Bachelier, 1858.
  - (FR) Études et lectures sur les sciences d'observation et leurs applications pratiques, vol. 6, Paris, Mallet-Bachelier, 1860.
  - (FR) Études et lectures sur les sciences d'observation et leurs applications pratiques, vol. 7, Paris, Mallet-Bachelier, 1863.
  - (FR) Études et lectures sur les sciences d'observation et leurs applications pratiques, vol. 8, Paris, Mallet-Bachelier, 1868.
- (FR) Calculs pratiques appliqués aux sciences d'observation, Paris, Mallet-Bachelier, 1857.